# يويا تاجوشى
يويا تاجوشى (باليابانية: 田口 裕也) (مواليد 8 أبريل 2001) هو لاعب كرة قدم ياباني.

## وصلات خارجية
- يويا تاجوشى على موقع رابطة كرة القدم اليابانية للمحترفين (اليابانية)
- يويا تاجوشى على موقع قاعدة بيانات كرة القدم.إي يو (الإنجليزية)
- يويا تاجوشى على موقع Soccerway.com (الإنجليزية)